# Thérapie de l'identité sexuelle
 (juin 2017).
Si vous disposez d'ouvrages ou d'articles de référence ou si vous connaissez des sites web de qualité traitant du thème abordé ici, merci de compléter l'article en donnant les références utiles à sa vérifiabilité et en les liant à la section « Notes et références ».
La thérapie de l'identité sexuelle est un dispositif d'aide psychologique pour aligner l'identité sexuelle  d'une personne à ses propres valeurs et croyances. Elle a été inventée par Warren Throckmorton et Mark Yarhouse, professeurs au petit collège évangélique conservateur[réf. nécessaire]. Elle été approuvée par l'ancien président de l'association américaine de psychologie Nick Cummings, le psychiatre Robert Spitzer, et le doyen de l'université Wheaton. La thérapie de l'identité sexuelle se focalise sur l'identification des croyances fondamentales, afin d'aider une personne à vivre son identité selon ses croyances. Les inventeurs de cette méthode estiment que leurs recommandations ne constituent pas un protocole de thérapie de réorientation sexuelle déguisé, mais une aide à vivre son identité sexuelle telle que souhaitée, procurant un sentiment de satisfaction. Le dispositif est présenté à la fois comme une alternative aux thérapies visant à changer l'orientation sexuelle et à la psychothérapie de l'affirmation gay.
L'élaboration du cadre de travail a débuté avec la création de l'Institut pour l'étude de l'identité sexuelle en 2004. L'annonce du cadre de la thérapie de l'identité sexuelle a d'abord été publiée le 16 avril 2007. En juin 2007, les lignes directrices ont été présentées à la convention de l'association américaine de psychologie (APA) de San Francisco. En 2008, les auteurs ont annoncé qu'ils allaient revoir le cadre en raison de « changements survenus dans le domaine de la thérapie des personnes éprouvant de l'attirance pour le même sexe. ». En 2009, l'APA a publié un rapport indiquant qu'une telle approche est d'ordre éthique et peut être bénéfique pour certains clients.

## Soutiens
Le psychologue homosexuel Lee Beckstead a parlé de son approche « terrain d'entente » pour travailler avec les personnes qui sont en conflit avec leur orientation sexuelle et leur religion. Il a parlé de son approche avec d'autres personnes qui ont évoqué la thérapie de l'identité sexuelle à une conférence de l'APA. Robert Spitzer, qui a joué un rôle pour la suppression de l'homosexualité dans le DSM en 1973, a approuvé le projet en disant qu'il était « un travail qui transcende les débats polarisés quant à savoir si les homosexuels peuvent changer leur orientation sexuelle. » Michael Bussee, un critique virulent du mouvement ex-homosexuel, a approuvé le projet. Il a également été soutenu par plusieurs autres professionnels, notamment le principal conférencier de l'organisation controversée de la National Association for Research & Therapy of Homosexuality (en).

## Étapes
Son but est d'aider les clients à aligner leur identité sexuelle avec leurs croyances et leurs valeurs, ce qui, dans certains cas, signifie le célibat, si tel est le choix du client. À tout moment pendant le traitement, une étape précédente peut être revisitée pour complémenter l'investigation ou explorer une nouvelle direction de la thérapie.

### Évaluation
La première étape est de découvrir le raisonnement du client.e qui demande cette thérapie. Les cliniciens doivent déterminer si la motivation est interne ou externe, puis un dialogue ouvert s'établit concernant les motivations, tout en respectant le point de vue du client sur le monde. Ils devraient aider le client à clarifier ses valeurs afin de déterminer son choix de poursuivre l'action ou non.[réf. nécessaire]

### Consentement éclairé avancé
Les cliniciens devraient rester à jour sur la littérature des causes de l'homosexualité, mais si le client a des questions à ce sujet, il faut rester vigilant sur la façon dont cela pourrait influer sur le processus.

### Psychothérapie
La thérapie de l'identité sexuelle donne un cadre pour les techniques déjà existantes, plutôt que sur une méthode spécifique de psychothérapie. Si les valeurs d'un thérapeute entrent en conflit avec la direction souhaitée d'un client, l'orientation vers un autre professionnel de santé mentale plus adapté peut être indiquée. Le but de la thérapie est d'aider le client à explorer et finalement vivre plus confortablement avec son identité sexuelle en étant en cohérence avec ses propres valeurs et croyances. Cela peut ne pas être rapide ou complet, et le client doit se sentir libre de poursuivre dans d'autres directions.[réf. nécessaire]

### Synthèse de l'identité sexuelle
En tant que clients synthétisant une nouvelle identité, le thérapeute doit leur faire prendre conscience des conséquences. Les interventions thérapeutiques peuvent être utilisées pour aider les clients à poursuivre le comportement apprécié tout en évitant les comportements dépréciés. Bien que la décision revienne aux client.e.s, ces derniers sont encouragés à éviter les relations sexuelles jusqu'à ce qu'ils soient à l'aise avec leur nouvelle identité. De nombreux clients trouvent utile d'assister à des groupes de soutien et d'éviter les situations sociales qui ne prennent pas en considération leur nouvelle identité.[réf. nécessaire]